# Rhagomys
Rhagomys és un gènere de rosegadors de la família dels cricètids. Les dues espècies d'aquest grup són oriündes de Sud-amèrica. Tenen una llargada de cap a gropa de més o menys 9 mm i la cua aproximadament igual de llarga. El seu pelatge és de color vermell ataronjat, amb la part ventral una mica més clara. Tenen adaptacions a un estil de vida arborícola.